# 다방과정
다방과정(多方過程, polytropic process)은 다음 관계를 따르는 열역학 과정이다.
{\displaystyle pv^{\,n}=C}
이때 {\displaystyle p}는 압력, {\displaystyle v}는 비부피, {\displaystyle n}은 임의의 실수인 다방지수(polytropic index), {\displaystyle C}는 상수이다. 다방과정 방정식은 열전달을 포함하는 팽창 또는 압축 과정을 설명할 때 특히 유용하다. 이 방정식은 다양한 열역학 과정을 정확하게 특성화할 수 있으며, 그 정확한 커버 범위는 {\displaystyle n=[0,\infty ]}이다. {\displaystyle n=0}이면 등압과정, {\displaystyle n=1}이면 등온과정, {\displaystyle n=\gamma }이면 등엔트로피 과정, {\displaystyle n=\infty }이면 등적과정이다. 다방과정이 사용될 때 엄격히 지켜져야 할 조건은 에너지 전달률 {\displaystyle K=\delta Q/\delta W}가 과정이 일어나는 동안 일정해야 한다는 것이다. 특정 지수에 대하여 다음과 같이 곡선상의 다른 점이 계산될 수 있다.
{\displaystyle P_{1}{v_{1}^{\,n}}=P_{2}v_{2}^{\,n}=...=C}

## 같이 보기
- 단열과정
- 압축기
- 내연기관
- 등엔트로피 과정
- 등압과정
- 등적과정
- 등온과정
- 열역학
- 증기 압축 냉동